# Nationalpark Nevado Tres Cruces

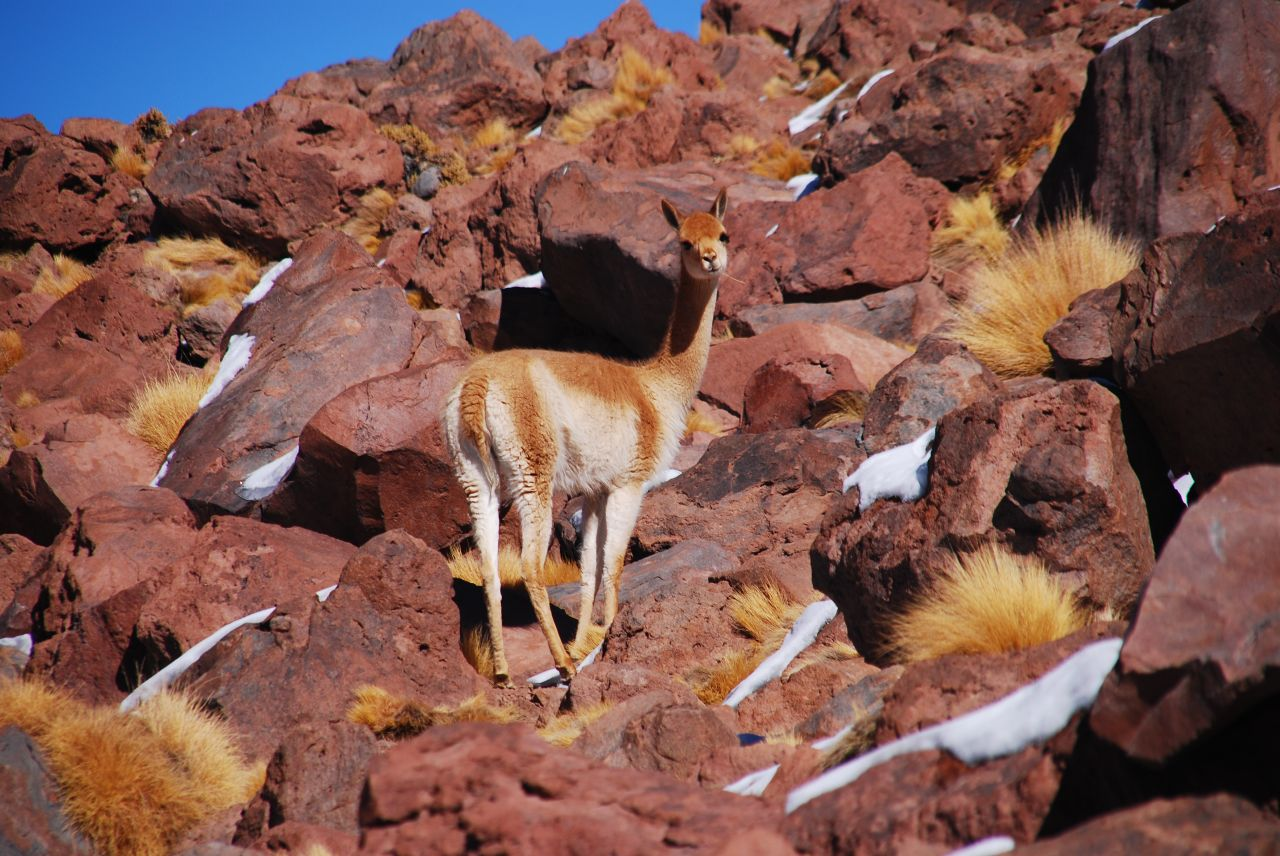
Vikunjas im Park

Der Nevado-Tres-Cruces-Nationalpark liegt in der Region Atacama in Chile, 93,2 Meilen entfernt von Copiapó. Der Nationalpark beinhaltet die Laguna Santa Rosa, die Laguna del Negro Francisco, und ein Teil des Salar de Maricunga. Der Park ist in zwei Zonen aufgeteilt, die nördliche Zone umfasst den südlichen Teil des Salar de Maricunga, der Laguna Santa Rosa und den südlichen Teil der Laguna del Negro Francisco. Der Park wurde nach dem Vulkan Nevado Tres Cruces benannt, welcher den größten Teil der Landschaft vom Park ausmacht.
Der seit 1996 bestehende Nevado-Tres-Cruces-Nationalpark wird von der CONAF verwaltet, welche zwei Schutzhütten im Areal anbieten: Eine im Süden der Laguna del Negro Francisco und eine weitere im Westen der Laguna Santa Rosa.
Die Administration erhebt eine Eintrittsgebühr von 2000 CLP bzw. 500 CLP für Kinder. Der Park hat von Oktober bis April von acht bis 18 Uhr geöffnet.

## Lage
Der Park liegt am nördlichen Ende der Süd-Anden-Steppe.

## Salar de Maricunga
Der Salzsee Salar de Maricunga hat eine Fläche von etwa 8300 Hektar und liegt auf einer Höhe von 3700 Metern. Der höchste Vulkan der Welt und der höchste Gipfel in Chile Ojos del Salado, mit einer Höhe von 6893 Metern, befindet sich in seiner Umgebung. Der Salar de Maricunga liegt 180 km nordöstlich der Stadt Copiapó in den Anden.

## Laguna Santa Rosa

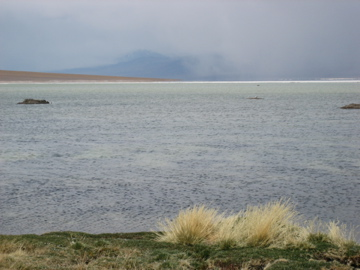
Die Laguna Santa Rosa

Die Laguna Santa Rosa liegt knapp südlich des Salar de Maricunga. Die Lagune ist bekannt für ihre Andenflamingos, die ganzjährig an der Lagune leben. Die Laguna Santa Rosa ist zusammen mit der Laguna del Negro Francisco unter der Ramsar-Konvention ein Feuchtgebiet von internationaler Bedeutung.

## Laguna del Negro Francisco

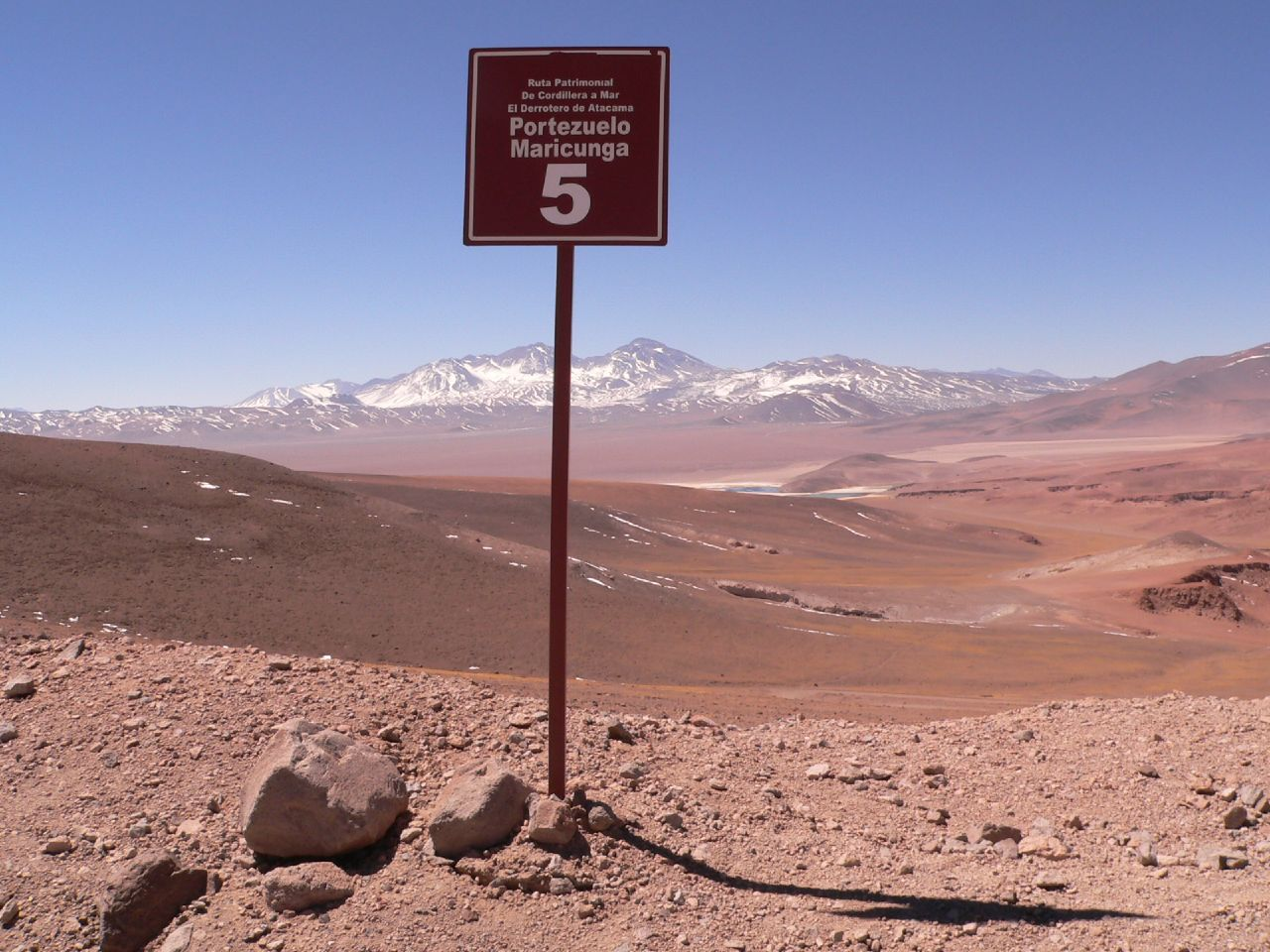
Nevado Tres Cruces

Die Laguna del Negro Francisco liegt 210 km nordöstlich von Copiapó auf einer Höhe von 4126 Meter (13.537 ft.) über Normalnull. Die Lagune ist durch die Ausläufer der Anden umgeben. Sie gibt einen schönen Blick auf den Vulkan Ojos del Salado. Als ein nationalgeschütztes Areal gibt es dort zahlreiche Fauna, wie beispielsweise Flamingos und Vikunjas.